# Портлендский японский сад
Портлендский японский сад (англ. Portland Japanese Garden) — сад в традиционном японском стиле в городе Портленд, штат Орегон, США. Японский сад расположен на территории парка Вашингтон.

## История
История сада начинается в 1959 году, когда между Портлендом и Саппоро были установлены побратимские отношения. Тогда японское общество Орегона начало изучение возможности создания в Портленде японского сада. В качестве места была выбрана бывшая территория Портлендского зоопарка в парке Вашингтон площадью 5,5 акров. В 1963 году территория была передана мэром Портленда для обустройства сада. В 1967 году сад был отрыт для публики. Автором проекта сада был Такума Тоно, японский ландшафтный дизайнер, профессор Токийского сельскохозяйственного университета. Созданный им проект объединяет несколько традиционных японских элементов: сад для прогулок с прудом, плоский сад, чайный сад и сад камней.
В 1968 году в саду был установлен чайный домик, который был изготовлен в Японии и перевезен в разобранном виде. В 1980 году в саду был открыт павильон-галерея. В апреле 2017 года была открыта «Культурная деревня» (культурный центр), созданная по проекту японского архитектора Кэнго Кума.